# Trofeo Ciudad de San Vendemiano
El Trofeo Ciudad de San Vendemiano es una carrera ciclista de un día que se disputa en San Vendemiano (Italia). La primera edición data de 1947 bajo el nombre de GP Industria e Commercio di San Vendemiano. En 2008 entró a formar parte del UCI Europe Tour, reservada a ciclistas sub-23 y cambiando al nombre actual.

## Palmarés

### Hasta 1988
| - 1947: Giovanni Sem - 1952: Giuseppe Fornasiero - 1954: Alfredo Sabbadin - 1956: Pietro Zoppas - 1958: Mario Vallotto - 1966: Gianfranco Bianchin - 1967: Giannino Bianco - 1968: Marino Conton - 1969: Loris Zampieri - 1970: Selvino Poloni | - 1971: Enzo Brentegani - 1972: Dorini Vanzo - 1973: Adriano Brunello - 1974: Luigino Dassie - 1975: Emiel Gijsemans - 1976: Natalino Bonan - 1977: Carlo Tonon - 1978: Nazzareno Berto - 1979: Gastone Martini | - 1980: Carlo Tonon - 1981: Claudio Argentin - 1982: Sergio Scremin - 1983: Maurizio Volpato - 1984: Luciano Bottaro - 1985: Fabio Parise - 1986: Silvano Lorenzon - 1987: Fausto Boreggio - 1988: Stefano Checchin |

### A partir de 1989
| Año                         | Ganador                 | Segundo            | Tercero               |
| --------------------------- | ----------------------- | ------------------ | --------------------- |
| 1989                        | Dario Bottaro           | Ivan Parolin       | Stefano Cattai        |
| 1990                        | Mirko Gualdi            | William Chiementin | Sergio Girardi        |
| 1991                        | Gabriele Valentini      | Daniele Sgnaolin   | Sandro Modonutti      |
| 1992                        | Mirko Gualdi            | Marco Rosani       | Paolo Lanfranchi      |
| 1993                        | Luca Prada              | Denis Zanette      | Roberto Menegotto     |
| 1994                        | Daniele Giacomin        | Ilario Scremin     | Luca Prada            |
| 1995                        | Marco Fincato           | Michele Favaron    | Michele Bedin         |
| 1996                        | Marzio Bruseghin        | Rodolfo Ongarato   | Alessandro Romio      |
| 1997                        | Ivan Basso              | Ján Valach         | Massimo Mestriner     |
| 1998                        | Oleg Grishkine          | Emanuele Negrini   | Gianluca Nicole       |
| 1999                        | Michele Michielin       | Olexandr Klimenko  | Andrei Karpatchev     |
| 2000                        | Aleksandar Nikačević    | Giancarlo Ginestri | Manuel Bortolotto     |
| 2001                        | Stefano Lugana          | Sergey Krushevskiy | Alessandro Ballan     |
| 2002                        | Ivan Ravaioli           | Ezio Casagrande    | Claudio Corioni       |
| 2003                        | Giancarlo Ginestri      | Emanuele Sella     | Nicola Scattolin      |
| 2004                        | Fabrizio Galeazzi       | Matej Mugerli      | Drasutis Stundzia     |
| 2005                        | Nicola Del Puppo        | Drasutis Stundzia  | Davide Bragazzi       |
| 2006                        | Maksim Belkov           | Davide Battistella | Massimiliano Turco    |
| 2007                        | Sacha Modolo            | Oleg Berdos        | Alessandro Garziera   |
| Trofeo Ciudad de Vendemiano |                         |                    |                       |
| 2008                        | Simon Clarke            | Giorgio Cecchinel  | Blaz Furdi            |
| 2009                        | Alessandro Mazzi        | Thomas Tiozzo      | Enrico Battaglin      |
| 2010                        | Stefano Agostini        | Andrea Vaccher     | Enrico Battaglin      |
| 2011                        | Michele Gazzara         | Mario Sgrinzato    | Patrick Lane          |
| 2012                        | Enrico Barbin           | Daniele Dall'Oste  | Jakub Novak           |
| 2013                        | Mark Dzamastagic        | Tim Mikelj         | Gianluca Miliani      |
| 2014                        | Giacomo Berlato         | Caleb Ewan         | Simone Andreetta      |
| 2015                        | Gianni Moscon           | Stefano Nardelli   | Robert Power          |
| 2016                        | Simone Consonni         | Filippo Ganna      | Nicola Bagioli        |
| 2017                        | Nicola Conci            | Jai Hindley        | Edward Dunbar         |
| 2018                        | Alberto Dainese         | Francesco Romano   | Francesco Di Felice   |
| 2019                        | Andrea Bagioli          | Martin Marcellusi  | Marco Murgano         |
| 2020                        | Antonio Tiberi          | Kevin Colleoni     | Matteo Baseggio       |
| 2021                        | Paul Lapeira            | Jacopo Menegotto   | Mattia Petrucci       |
| 2022                        | Federico Guzzo          | Fran Miholjević    | Germán Darío Gómez    |
| 2023                        | Anders Foldager         | Andrea Debiasi     | Giosuè Epis           |
| 2024                        | Florian Samuel Kajamini | Nicolò Arrighetti  | Ludovico Crescioli    |
| 2025                        | Marco Schrettl          | José Juan Prieto   | Filippo Agostinacchio |

## Palmarés por países
| País       | Victorias |
| ---------- | --------- |
| Italia     | 56        |
| Rusia      | 2         |
| Bélgica    | 1         |
| Yugoslavia | 1         |
| Australia  | 1         |
| Eslovenia  | 1         |
| Francia    | 1         |
| Dinamarca  | 1         |
| Austria    | 1         |